# 袁翰青
袁翰青（1905年9月7日—1994年3月2日），男，江苏南通人，中国有机化学家、化学史家和教育家，中国科学院院士。曾任輔仁大學教授。

## 生平
袁翰青于1929年毕业于清华大学化学系，考入美国伊利诺伊大学，师从罗杰·亚当斯。1932年，获得博士学位。回国后，历任中央大学、北京大学化学系教授、甘肃科学教育馆馆长和《化学通讯》经理编辑。中华人民共和国成立后，任文化部科学普及局局长、中华全国科学知识普及协会副秘书长、商务印书馆总编辑、中国化学会秘书长、中国科学技术情报研究所研究员、所长。1955年受聘为中国科学院数学物理学化学部学部委员。1986年6月，中国科学技术协会第三次全国代表大会在北京召开，选举产生第三届全国委员会。6月28日，第三届全国委员会第一次会议召开，推举其为荣誉委员。1994年3月2日，在北京逝世。

## 著作
著有《中国化学史论文集》、《溶液》、《化学重要史实》；翻译李约瑟《中国科学技术史》第一卷。